# Trifidacanthus unifoliolatus
Genre
Espèce
Synonymes
- Desmodium horridum Steenis[2]
- Desmodium unifoliolatum (Merr.) Steenis[2]

Trifidacanthus unifoliolatus est une espèce de plantes à fleurs dicotylédones de la famille des Fabaceae, sous-famille des Faboideae, originaire de l'Asie du Sud-Est.
C'est l'unique espèce acceptée du genre Trifidacanthus (genre monotypique).